# Afrikaans kampioenschap voetbal 2019

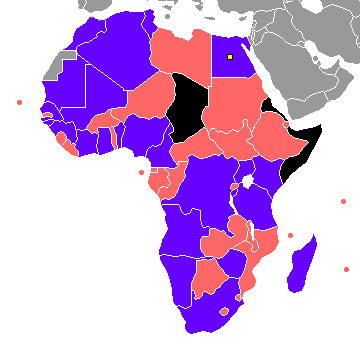
Gekwalificeerd
Niet gekwalificeerd
Geen deelname
Geen lid van de CAF

Het Afrikaans kampioenschap voetbal 2019 is de 32ste editie van het Afrikaans kampioenschap voetbal, een voetbaltoernooi voor Afrikaanse voetbalelftallen. Egypte was het gastland.
Het toernooi zou eerst in januari/februari worden gespeeld. Op 20 juli 2017 werd echter op een CAF bijeenkomst in Rabat (Marokko) besloten om dit toernooi te verplaatsen naar juni 2019. Verder is toen ook afgesproken dat het aantal teams wordt uitgebreid van 16 naar 24, net als bij het Europees kampioenschap voetbal in 2016. Het toernooi werd in Egypte gehouden. Het toernooi zou aanvankelijk gespeeld worden tussen 15 juni en 7 juli, later werd dit echter een week verzet (van 21 juni tot 19 juli) vanwege de Ramadan.

## Gastland

### Kandidaten
Na een vergadering van het uitvoerend comité van de CAF op 24 januari 2014 werd bekendgemaakt dat zes landen zich kandidaat hadden gesteld voor de organisatie. De gastlanden voor de toernooien van 2017 tot en met 2023 werden gekozen in april 2015.
| Land           | Laatst georganiseerd |
| -------------- | -------------------- |
| Algerije       | 1990                 |
| Kameroen       | 1972                 |
| Congo-Kinshasa |                      |
| Guinee         |                      |
| Ivoorkust      | 1984                 |
| Zambia         |                      |

### Kameroen
Aanvankelijk werd Kameroen in april 2015 verkozen als gastland. Kameroen is het gastland dat werd gekozen door het uitvoerend comité van de CAF. Dat land organiseerde het toernooi als eens eerder in 1972. Op 30 november 2018 werd bekendgemaakt door de Afrikaans voetbalbond dat er twijfel is over de veiligheidssituatie in het land en er is twijfel of Kameroen wel in staat is om het toernooi te organiseren. Het land raakte later op die dag de organisatie kwijt. Dat kondigde de voorzitter van de CAF, Ahmad Ahmad, aan.

### Nieuw gastland
Tot eind december 2018 kunnen landen zich opgeven als gastland voor dit toernooi. Op 9 januari 2019 zal het nieuwe gastland bekend worden gemaakt. Marokko en Zuid-Afrika hebben zich kandidaat gesteld om de organisatie over te nemen van Kameroen. Uiteindelijk werd niet op 9 januari maar op 8 januari Egypte gekozen als nieuw gastland.

## Kwalificatie
51 landen begonnen in maart 2017 aan de kwalificatie voor dit toernooi. Kameroen was ook ingedeeld in een poule, maar is automatisch gekwalificeerd voor het toernooi. Marokko zou eerst niet deelnemen omdat het land was geschorst vanwege het terugtrekken van de organisatie voor de Afrika Cup van 2015 (Marokko zou dat toernooi organiseren). Het land vond het te riscovol om het in januari te organiseren door de massale uitbraak van het ebola virus in Afrika dat jaar. Het toernooi werd toen overgenomen door Equatoriaal-Guinea. Uiteindelijk mocht Marokko toch deelnemen aan de kwalificatie. Tsjaad, Eritrea en Somalië namen niet deel aan de kwalificatie.

### Gekwalificeerde landen
| Land              | Gekwalificeerd als | Datum van kwalificatie | Vorige deelnames in toernooi |
| ----------------- | ------------------ | ---------------------- | --- |
| Madagaskar        | Groep A            | 16 oktober 2018        | 0 (debuut) |
| Senegal           | Groep A            | 16 oktober 2018        | 14 (1965, 1968, 1986, 1990, 1992, 1994, 2000, 2002, 2004, 2006, 2008, 2012, 2015, 2017)                                                       |
| Marokko           | Groep B            | 17 november 2018       | 16 (1972, 1976, 1978, 1980, 1986, 1988, 1992, 1998, 2000, 2002, 2004, 2006, 2008, 2012, 2013, 2017)                                           |
| Kameroen          | Groep B            | 23 maart 2019          | 18 (1970, 1972 , 1982, 1984, 1986, 1988, 1990, 1992, 1996, 1998, 2000, 2002, 2004, 2006, 2008, 2010, 2015, 2017)                              |
| Mali              | Groep C            | 17 november 2018       | 10 (1972, 1994, 2002, 2004, 2008, 2010, 2012, 2013, 2015, 2017)                                                                               |
| Burundi           | Groep C            | 23 maart 2019          | 0 (debuut) |
| Algerije          | Groep D            | 18 november 2018       | 17 (1968, 1980, 1982, 1984, 1986, 1988, 1990, 1992, 1996, 1998, 2000, 2002, 2004, 2010, 2013, 2015, 2017)                                     |
| Benin             | Groep D            | 24 maart 2019          | 3 (2004, 2008, 2010) |
| Nigeria           | Groep E            | 17 november 2018       | 17 (1963, 1976, 1978, 1980, 1982, 1984, 1988, 1990, 1992, 1994, 2000, 2002, 2004, 2006, 2008, 2010, 2013)                                     |
| Zuid-Afrika       | Groep E            | 24 maart 2019          | 9 (1996, 1998, 2000, 2002, 2004, 2006, 2008, 2013, 2015)                                                                                      |
| Kenia             | Groep F            | 30 november            | 5 (1972, 1988, 1990, 1992, 2004) |
| Ghana             | Groep F            | 30 november            | 21 (1963, 1965, 1968, 1970, 1978, 1980, 1982, 1984, 1992, 1994, 1996, 1998, 2000, 2002, 2006, 2008, 2010, 2012, 2013, 2015, 2017)             |
| Zimbabwe          | Groep G            | 24 maart 2019          | 3 (2004, 2006, 2017) |
| Congo-Kinshasa    | Groep G            | 24 maart 2019          | 18 (1965, 1968 , 1970, 1972, 1974, 1976, 1988, 1992, 1994, 1996, 1998, 2000, 2002, 2004, 2006, 2013, 2015, 2017)                              |
| Guinee            | Groep H            | 18 november 2018       | 11 (1970, 1974, 1976, 1980, 1994, 1998, 2004, 2006, 2008, 2012, 2015)                                                                         |
| Ivoorkust         | Groep H            | 18 november 2018       | 22 (1965, 1968, 1970, 1974, 1980, 1984, 1986, 1988, 1990, 1992, 1994, 1996, 1998, 2000, 2002, 2006, 2008, 2010, 2012, 2013, 2015, 2017)       |
| Angola            | Groep I            | 22 maart 2019          | 7 (1996, 1998, 2006, 2008, 2010, 2012, 2013)                                                                                                  |
| Mauritanië        | Groep I            | 18 november 2018       | 0 (debuut) |
| Tunesië           | Groep J            | 16 oktober 2018        | 18 (1962, 1963, 1965, 1978, 1982, 1994, 1996, 1998, 2000, 2002, 2004, 2006, 2008, 2010, 2012, 2013, 2015, 2017)                               |
| Egypte (gastland) | Groep J            | 16 oktober 2018        | 23 (1957, 1959, 1962, 1963, 1970, 1974, 1976, 1980, 1984, 1986, 1988, 1990, 1992, 1994, 1996, 1998, 2000, 2002, 2004, 2006, 2008, 2010, 2017) |
| Guinee-Bissau     | Groep K            | 23 maart 2019          | 1 (2017) |
| Namibië           | Groep K            | 23 maart 2019          | 2 (1998, 2008) |
| Oeganda           | Groep L            | 17 november 2018       | 6 (1962, 1968, 1974, 1976, 1978, 2017) |
| Tanzania          | Groep L            | 24 maart 2019          | 1 (1980) |

1 Vetgedrukt betekent dat het land kampioen werd van dat toernooi.
2 Schuin betekent dat het land het toernooi dat jaar organiseerde.

## Speelsteden
Er werd in vijf speelsteden en in zes stadions gespeeld.
| Caïro                                          | Caïro                              | · Caïro Alexandrië Ismaïlia Port Said Suez | Alexandrië                               | Suez                                     |
| ---------------------------------------------- | ---------------------------------- | ------------------------------------------ | ---------------------------------------- | ---------------------------------------- |
| Caïro International Stadion Capaciteit: 74.100 | Al-Salamstadion Capaciteit:30.000  | · Caïro Alexandrië Ismaïlia Port Said Suez | Alexandriëstadion Capaciteit:19.676      | Suezstadion Capaciteit: 27.000           |
|                                                |                                    | · Caïro Alexandrië Ismaïlia Port Said Suez |                                          |                                          |
| Ismaïlia                                       | Ismaïlia                           | · Caïro Alexandrië Ismaïlia Port Said Suez | Port Said                                | Port Said                                |
| Ismaïliastadion capaciteit: 16.606             | Ismaïliastadion capaciteit: 16.606 | · Caïro Alexandrië Ismaïlia Port Said Suez | Al-Masry Club Stadion Capaciteit: 24.060 | Al-Masry Club Stadion Capaciteit: 24.060 |

## Loting
De loting vond plaats op 12 april 2019 in Caïro, Egypte. Er werden 24 landen verdeeld over potten. Egypte zat automatisch in poule A. Ook titelhouder Kameroen werd in Pot 1 geplaatst. De overige landen werden verdeeld op basis van de resultaten van de laatste drie toernooien (2013, 2015 en 2017), de laatste drie kwalificatietoernooien (2015, 2017 en 2019) en de FIFA-wereldranglijst van maart 2019.
| Pot 1                                                              | Pot 2                                               | Pot 3                                                    | Pot 4                                               |
| ------------------------------------------------------------------ | --------------------------------------------------- | -------------------------------------------------------- | --------------------------------------------------- |
| Egypte (A1) Kameroen (titelhouder) Marokko Nigeria Tunesië Senegal | Ghana Ivoorkust Algerije Guinee Mali Congo-Kinshasa | Oeganda Zuid-Afrika Guinee-Bissau Kenia Mauritanië Benin | Angola Namibië Burundi Zimbabwe Madagaskar Tanzania |

## Groepsfase
Beslissingscriteria
Wanneer teams na het beëindigen van de groepsfase met evenveel punten eindigen, wordt een aantal opeenvolgende criteria doorlopen tot een verschil wordt gevonden en men de twee ploegen kan ordenen:
1. Meeste punten in de groepswedstrijden tegen andere ploegen met gelijk aantal punten.
2. Doelpuntensaldo als resultaat van de groepswedstrijden tegen andere ploegen met gelijk aantal punten.
3. Meeste doelpunten gescoord in de groepswedstrijden tegen andere ploegen met gelijk aantal punten.
4. Wanneer teams na het toepassen van de eerste drie criteria nog steeds gelijk staan, zullen criteria 1 tot en met 3 opnieuw worden toegepast, maar nu alleen tussen de teams in kwestie. Wanneer teams nog steeds gelijk staan, worden criteria 5 tot en met 7 toegepast.
5. Het doelpuntensaldo over alle groepswedstrijden.
6. Meeste doelpunten gescoord in alle groepswedstrijden.
7. Loting

Legenda:
 Geplaatst voor de knock-outfase.
 Vier beste nummers 3 plaatsen zich ook voor de knock-outfase.

### Groep A
| Pos | Land           | Wed | Win | Gel | Ver | DV | DT | +/− | Pnt |
| --- | -------------- | --- | --- | --- | --- | -- | -- | --- | --- |
| 1   | Egypte         | 3   | 3   | 0   | 0   | 5  | 0  | +5  | 9   |
| 2   | Oeganda        | 3   | 1   | 1   | 1   | 3  | 3  | 0   | 4   |
| 3   | Congo-Kinshasa | 3   | 1   | 0   | 2   | 4  | 4  | 0   | 3   |
| 4   | Zimbabwe       | 3   | 0   | 1   | 2   | 1  | 6  | −5  | 1   |

|                                               |               |       |          |                                                                            |
| 21 juni 2019 «onderlinge duels» 22:00 (UTC+2) | Egypte        | 1 – 0 | Zimbabwe | Cairostadion, Caïro Toeschouwers: 73.299 Scheidsrechter: Sidi Alioum (CMR) |
| 21 juni 2019 «onderlinge duels» 22:00 (UTC+2) | Trézéguet 41' |       |          | Cairostadion, Caïro Toeschouwers: 73.299 Scheidsrechter: Sidi Alioum (CMR) |

|                                               |                |                    |         |                                                                              |
| 22 juni 2019 «onderlinge duels» 16:30 (UTC+2) | Congo-Kinshasa | 0 – 2              | Oeganda | Cairostadion, Caïro Toeschouwers: 1.083 Scheidsrechter: Rédouane Jiyed (MAR) |
| 22 juni 2019 «onderlinge duels» 16:30 (UTC+2) |                | 14' Kaddu 48' Okwi |         | Cairostadion, Caïro Toeschouwers: 1.083 Scheidsrechter: Rédouane Jiyed (MAR) |

|                                               |          |       |             |                                                                                   |
| 26 juni 2019 «onderlinge duels» 19:00 (UTC+2) | Oeganda  | 1 – 1 | Zimbabwe    | Cairostadion, Caïro Toeschouwers: 73.589 Scheidsrechter: Eric Otogo-Castane (GAB) |
| 26 juni 2019 «onderlinge duels» 19:00 (UTC+2) | Okwi 12' |       | 40' Billiat | Cairostadion, Caïro Toeschouwers: 73.589 Scheidsrechter: Eric Otogo-Castane (GAB) |

|                                               |                                |       |                |                                                                             |
| 26 juni 2019 «onderlinge duels» 22:00 (UTC+2) | Egypte                         | 2 – 0 | Congo-Kinshasa | Cairostadion, Caïro Toeschouwers: 74.219 Scheidsrechter: Víctor Gomes (ZAF) |
| 26 juni 2019 «onderlinge duels» 22:00 (UTC+2) | A. Elmohamady 25' M. Salah 43' |       |                | Cairostadion, Caïro Toeschouwers: 74.219 Scheidsrechter: Víctor Gomes (ZAF) |

|                                               |         |                                  |        |                                                                                |
| 30 juni 2019 «onderlinge duels» 21:00 (UTC+2) | Oeganda | 0 – 2                            | Egypte | Cairostadion, Caïro Toeschouwers: 74.566 Scheidsrechter: Maguette Ndiaye (SEN) |
| 30 juni 2019 «onderlinge duels» 21:00 (UTC+2) |         | 36' M. Salah 45+1' A. Elmohamady |        | Cairostadion, Caïro Toeschouwers: 74.566 Scheidsrechter: Maguette Ndiaye (SEN) |

|                                               |          |                                                     |                |                                                                                   |
| 30 juni 2019 «onderlinge duels» 21:00 (UTC+2) | Zimbabwe | 0 – 4                                               | Congo-Kinshasa | 30 Juni Stadion, Caïro Toeschouwers: 4.364 Scheidsrechter: Mustapha Ghorbal (ALG) |
| 30 juni 2019 «onderlinge duels» 21:00 (UTC+2) |          | 4' Bolingi 34', 65' (pen.) Bakambu 78' Assombalonga |                | 30 Juni Stadion, Caïro Toeschouwers: 4.364 Scheidsrechter: Mustapha Ghorbal (ALG) |

### Groep B
| Pos | Land       | Wed | Win | Gel | Ver | DV | DT | +/− | Pnt |
| --- | ---------- | --- | --- | --- | --- | -- | -- | --- | --- |
| 1   | Madagaskar | 3   | 2   | 1   | 0   | 5  | 2  | +3  | 7   |
| 2   | Nigeria    | 3   | 2   | 0   | 1   | 2  | 2  | 0   | 6   |
| 3   | Guinee     | 3   | 1   | 1   | 1   | 4  | 3  | +1  | 4   |
| 4   | Burundi    | 3   | 0   | 0   | 3   | 0  | 4  | –4  | 0   |

|                                               |            |       |         |                                                                                         |
| 22 juni 2019 «onderlinge duels» 19:00 (UTC+2) | Nigeria    | 1 – 0 | Burundi | Alexandriëstadion, Alexandrië Toeschouwers: 3.192 Scheidsrechter: Bernard Camille (SEY) |
| 22 juni 2019 «onderlinge duels» 19:00 (UTC+2) | Ighalo 77' |       |         | Alexandriëstadion, Alexandrië Toeschouwers: 3.192 Scheidsrechter: Bernard Camille (SEY) |

|                                               |                            |       |                                          |                                                                                   |
| 22 juni 2019 «onderlinge duels» 22:00 (UTC+2) | Guinee                     | 2 – 2 | Madagaskar                               | Alexandriëstadion, Alexandrië Toeschouwers: 5.342 Scheidsrechter: Amin Omar (EGY) |
| 22 juni 2019 «onderlinge duels» 22:00 (UTC+2) | Kaba 34' Kamano 66' (pen.) |       | 49' Andrianantenaina 55' Andriamatsinoro | Alexandriëstadion, Alexandrië Toeschouwers: 5.342 Scheidsrechter: Amin Omar (EGY) |

|                                               |            |       |        | |
| 26 juni 2019 «onderlinge duels» 16:30 (UTC+2) | Nigeria    | 1 – 0 | Guinee | Alexandriëstadion, Alexandrië Toeschouwers: 10.388 Scheidsrechter: Hélder Martins de Carvalho (ANG) |
| 26 juni 2019 «onderlinge duels» 16:30 (UTC+2) | Omeruo 73' |       |        | Alexandriëstadion, Alexandrië Toeschouwers: 10.388 Scheidsrechter: Hélder Martins de Carvalho (ANG) |

|                                               |                   |       |         |                                                                                        |
| 27 juni 2019 «onderlinge duels» 16:30 (UTC+2) | Madagaskar        | 1 – 0 | Burundi | Alexandriëstadion, Alexandrië Toeschouwers: 4.900 Scheidsrechter: Haythem Guirat (TUN) |
| 27 juni 2019 «onderlinge duels» 16:30 (UTC+2) | Ilaimaharitra 76' |       |         | Alexandriëstadion, Alexandrië Toeschouwers: 4.900 Scheidsrechter: Haythem Guirat (TUN) |

|                                               |                                       |       |         |                                                                                        |
| 30 juni 2019 «onderlinge duels» 18:00 (UTC+2) | Madagaskar                            | 2 – 0 | Nigeria | Alexandriëstadion, Alexandrië Toeschouwers: 9.895 Scheidsrechter: Bakary Gassama (GAM) |
| 30 juni 2019 «onderlinge duels» 18:00 (UTC+2) | Nomenjanahary 13' Andriamatsinoro 53' |       |         | Alexandriëstadion, Alexandrië Toeschouwers: 9.895 Scheidsrechter: Bakary Gassama (GAM) |

|                                               |                 |       |                  |                                                                                        |
| 30 juni 2019 «onderlinge duels» 18:00 (UTC+2) | Burundi         | 0 – 2 | Guinee           | Al-Salamstadion, Caïro Toeschouwers: 5.753 Scheidsrechter: Noureddine El Jafaari (MAR) |
| 30 juni 2019 «onderlinge duels» 18:00 (UTC+2) | Nduwarugira 12' |       | 25', 52' Yattara | Al-Salamstadion, Caïro Toeschouwers: 5.753 Scheidsrechter: Noureddine El Jafaari (MAR) |

### Groep C
| Pos | Land     | Wed | Win | Gel | Ver | DV | DT | +/− | Pnt |
| --- | -------- | --- | --- | --- | --- | -- | -- | --- | --- |
| 1   | Algerije | 3   | 3   | 0   | 0   | 6  | 0  | +6  | 9   |
| 2   | Senegal  | 3   | 2   | 0   | 1   | 5  | 1  | +4  | 6   |
| 3   | Kenia    | 3   | 1   | 0   | 2   | 3  | 7  | –4  | 3   |
| 4   | Tanzania | 3   | 0   | 0   | 3   | 2  | 8  | –6  | 0   |

|                                               |                      |       |          |                                                                              |
| 23 juni 2019 «onderlinge duels» 19:00 (UTC+2) | Senegal              | 2 – 0 | Tanzania | 30 Juni Stadion, Caïro Toeschouwers: 7.249 Scheidsrechter: Sadok Selmi (TUN) |
| 23 juni 2019 «onderlinge duels» 19:00 (UTC+2) | Keita 28' Diatta 64' |       |          | 30 Juni Stadion, Caïro Toeschouwers: 7.249 Scheidsrechter: Sadok Selmi (TUN) |

|                                               |                                 |       |       |                                                                                  |
| 23 juni 2019 «onderlinge duels» 22:00 (UTC+2) | Algerije                        | 2 – 0 | Kenia | 30 Juni Stadion, Caïro Toeschouwers: 8.071 Scheidsrechter: Mahamadou Keita (MLI) |
| 23 juni 2019 «onderlinge duels» 22:00 (UTC+2) | Bounedjah 34' (pen.) Mahrez 43' |       |       | 30 Juni Stadion, Caïro Toeschouwers: 8.071 Scheidsrechter: Mahamadou Keita (MLI) |

|                                               |         |             |          |                                                                                 |
| 27 juni 2019 «onderlinge duels» 19:00 (UTC+2) | Senegal | 0 – 1       | Algerije | 30 Juni Stadion, Caïro Toeschouwers: 14.765 Scheidsrechter: Janny Sikazwe (ZAM) |
| 27 juni 2019 «onderlinge duels» 19:00 (UTC+2) |         | 49' Belaïli |          | 30 Juni Stadion, Caïro Toeschouwers: 14.765 Scheidsrechter: Janny Sikazwe (ZAM) |

|                                               |                           |       |                       |                                                                                  |
| 27 juni 2019 «onderlinge duels» 22:00 (UTC+2) | Kenia                     | 3 – 2 | Tanzania              | 30 Juni Stadion, Caïro Toeschouwers: 7.233 Scheidsrechter: Ahmad Heeralall (MRI) |
| 27 juni 2019 «onderlinge duels» 22:00 (UTC+2) | Olunga 39', 80' Omolo 62' |       | 6' Msuvan 40' Samatta | 30 Juni Stadion, Caïro Toeschouwers: 7.233 Scheidsrechter: Ahmad Heeralall (MRI) |

|                                              |            |       |                               |                                                                                |
| 1 juli 2019 «onderlinge duels» 21:00 (UTC+2) | Kenia      | 0 – 3 | Senegal                       | 30 Juni Stadion, Caïro Toeschouwers: 13.224 Scheidsrechter: Gehad Grisha (EGY) |
| 1 juli 2019 «onderlinge duels» 21:00 (UTC+2) | Otieno 76' |       | 63' Sarr 71', 78' (pen.) Mané | 30 Juni Stadion, Caïro Toeschouwers: 13.224 Scheidsrechter: Gehad Grisha (EGY) |

|                                              |          |                               |          |                                                                                         |
| 1 juli 2019 «onderlinge duels» 21:00 (UTC+2) | Tanzania | 0 – 3                         | Algerije | Al Salam Stadium, Caïro Toeschouwers: 8.921 Scheidsrechter: Andofetra Rakotojaona (MAD) |
| 1 juli 2019 «onderlinge duels» 21:00 (UTC+2) |          | 34' Slimani 39', 45 +1' Ounas |          | Al Salam Stadium, Caïro Toeschouwers: 8.921 Scheidsrechter: Andofetra Rakotojaona (MAD) |

### Groep D
| Pos | Land        | Wed | Win | Gel | Ver | DV | DT | +/− | Pnt |
| --- | ----------- | --- | --- | --- | --- | -- | -- | --- | --- |
| 1   | Marokko     | 3   | 3   | 0   | 0   | 3  | 0  | +3  | 9   |
| 2   | Ivoorkust   | 3   | 2   | 0   | 1   | 5  | 2  | +3  | 6   |
| 3   | Zuid-Afrika | 3   | 1   | 0   | 2   | 1  | 2  | –1  | 3   |
| 4   | Namibië     | 3   | 0   | 0   | 3   | 1  | 6  | –5  | 0   |

|                                               |                     |       |         |                                                                                   |
| 23 juni 2019 «onderlinge duels» 16:30 (UTC+2) | Marokko             | 1 – 0 | Namibië | Al-Salamstadion, Caïro Toeschouwers: 6.857 Scheidsrechter: Louis Hakizimana (RWA) |
| 23 juni 2019 «onderlinge duels» 16:30 (UTC+2) | Keimuine 89' (e.d.) |       |         | Al-Salamstadion, Caïro Toeschouwers: 6.857 Scheidsrechter: Louis Hakizimana (RWA) |

|                                               |            |       |             |                                                                                   |
| 24 juni 2019 «onderlinge duels» 16:30 (UTC+2) | Ivoorkust  | 1 – 0 | Zuid-Afrika | Al-Salamstadion, Caïro Toeschouwers: 4.961 Scheidsrechter: Mustapha Ghorbal (ALG) |
| 24 juni 2019 «onderlinge duels» 16:30 (UTC+2) | Kodjia 64' |       |             | Al-Salamstadion, Caïro Toeschouwers: 4.961 Scheidsrechter: Mustapha Ghorbal (ALG) |

|                                               |               |       |           |                                                                               |
| 28 juni 2019 «onderlinge duels» 19:00 (UTC+2) | Marokko       | 1 – 0 | Ivoorkust | Al-Salamstadion, Caïro Toeschouwers: 27.500 Scheidsrechter: Sidi Alioum (KAM) |
| 28 juni 2019 «onderlinge duels» 19:00 (UTC+2) | En-Nesyri 23' |       |           | Al-Salamstadion, Caïro Toeschouwers: 27.500 Scheidsrechter: Sidi Alioum (KAM) |

|                                               |             |       |         |                                                                           |
| 28 juni 2019 «onderlinge duels» 22:00 (UTC+2) | Zuid-Afrika | 1 – 0 | Namibië | Al-Salamstadion, Caïro Toeschouwers: 16.090 Scheidsrechter: Issa Sy (SEN) |
| 28 juni 2019 «onderlinge duels» 22:00 (UTC+2) | Zungu 68'   |       |         | Al-Salamstadion, Caïro Toeschouwers: 16.090 Scheidsrechter: Issa Sy (SEN) |

|                                              |             |               |         |                                                                                      |
| 1 juli 2019 «onderlinge duels» 18:00 (UTC+2) | Zuid-Afrika | 0 – 1         | Marokko | Al-Salamstadion, Caïro Toeschouwers: 12.098 Scheidsrechter: Jean Jacques Ndala (DRC) |
| 1 juli 2019 «onderlinge duels» 18:00 (UTC+2) |             | 90' Boussoufa |         | Al-Salamstadion, Caïro Toeschouwers: 12.098 Scheidsrechter: Jean Jacques Ndala (DRC) |

|                                              |              |       |                                        |                                                                               |
| 1 juli 2019 «onderlinge duels» 18:00 (UTC+2) | Namibië      | 1 – 4 | Ivoorkust                              | 30 Juni Stadion, Caïro Toeschouwers: 7.530 Scheidsrechter: Peter Waweru (KEN) |
| 1 juli 2019 «onderlinge duels» 18:00 (UTC+2) | Kamatuka 71' |       | 39' Gradel 58' Die 84' Zaha 89' Cornet | 30 Juni Stadion, Caïro Toeschouwers: 7.530 Scheidsrechter: Peter Waweru (KEN) |

### Groep E
| Pos | Land       | Wed | Win | Gel | Ver | DV | DT | +/− | Pnt |
| --- | ---------- | --- | --- | --- | --- | -- | -- | --- | --- |
| 1   | Mali       | 3   | 2   | 1   | 0   | 6  | 2  | +4  | 7   |
| 2   | Tunesië    | 3   | 0   | 3   | 0   | 2  | 2  | 0   | 3   |
| 3   | Angola     | 3   | 0   | 2   | 1   | 1  | 2  | −1  | 2   |
| 4   | Mauritanië | 3   | 0   | 2   | 1   | 1  | 4  | −3  | 2   |

|                                               |                   |       |            |                                                                                   |
| 24 juni 2019 «onderlinge duels» 19:00 (UTC+2) | Tunesië           | 1 – 1 | Angola     | Suezstadion, Suez Toeschouwers: 7.345 Scheidsrechter: Bamlak Tessema Weyesa (ETH) |
| 24 juni 2019 «onderlinge duels» 19:00 (UTC+2) | Msakni 34' (pen.) |       | 73' Djalma | Suezstadion, Suez Toeschouwers: 7.345 Scheidsrechter: Bamlak Tessema Weyesa (ETH) |

|                                               |                                                              |       |                     |                                                                                 |
| 24 juni 2019 «onderlinge duels» 22:00 (UTC+2) | Mali                                                         | 4 – 1 | Mauritanië          | Suezstadion, Suez Toeschouwers: 6.202 Scheidsrechter: Jean-Jacques Ngambo (DRC) |
| 24 juni 2019 «onderlinge duels» 22:00 (UTC+2) | Diaby 37' Marega 45' (pen.) A. Traoré II 55' A. Traoré I 74' |       | 72' (pen.) El Hacen | Suezstadion, Suez Toeschouwers: 6.202 Scheidsrechter: Jean-Jacques Ngambo (DRC) |

|                                               |            |       |                   |                                                                                |
| 28 juni 2019 «onderlinge duels» 16:00 (UTC+2) | Tunesië    | 1 – 1 | Mali              | Suezstadion, Suez Toeschouwers: 16.085 Scheidsrechter: Arsénio Maringule (MOZ) |
| 28 juni 2019 «onderlinge duels» 16:00 (UTC+2) | Khazri 70' |       | 60' (e.d.) Hassen | Suezstadion, Suez Toeschouwers: 16.085 Scheidsrechter: Arsénio Maringule (MOZ) |

|                                               |            |       |        |                                                                                  |
| 29 juni 2019 «onderlinge duels» 16:00 (UTC+2) | Mauritanië | 0 – 0 | Angola | Suezstadion, Suez Toeschouwers: 10.120 Scheidsrechter: Ibrahim Nour El Din (EGY) |
| 29 juni 2019 «onderlinge duels» 16:00 (UTC+2) |            |       |        | Suezstadion, Suez Toeschouwers: 10.120 Scheidsrechter: Ibrahim Nour El Din (EGY) |

|                                              |            |       |         |                                                                              |
| 2 juli 2019 «onderlinge duels» 21:00 (UTC+2) | Mauritanië | 0 – 0 | Tunesië | Suezstadion, Suez Toeschouwers: 7.732 Scheidsrechter: Louis Hakizimana (RWA) |
| 2 juli 2019 «onderlinge duels» 21:00 (UTC+2) |            |       |         | Suezstadion, Suez Toeschouwers: 7.732 Scheidsrechter: Louis Hakizimana (RWA) |

|                                              |        |             |      |                                                                                         |
| 2 juli 2019 «onderlinge duels» 21:00 (UTC+2) | Angola | 0 – 1       | Mali | Stadion van Ismaïlia, Ismaïlia Toeschouwers: 8.135 Scheidsrechter: Rédouane Jiyed (MAR) |
| 2 juli 2019 «onderlinge duels» 21:00 (UTC+2) |        | 37' Haidara |      | Stadion van Ismaïlia, Ismaïlia Toeschouwers: 8.135 Scheidsrechter: Rédouane Jiyed (MAR) |

### Groep F
| Pos | Land          | Wed | Win | Gel | Ver | DV | DT | +/− | Pnt |
| --- | ------------- | --- | --- | --- | --- | -- | -- | --- | --- |
| 1   | Ghana         | 3   | 1   | 2   | 0   | 4  | 2  | +2  | 5   |
| 2   | Kameroen      | 3   | 1   | 2   | 0   | 2  | 0  | +2  | 5   |
| 3   | Benin         | 3   | 0   | 3   | 0   | 2  | 2  | 0   | 3   |
| 4   | Guinee-Bissau | 3   | 0   | 1   | 2   | 0  | 4  | −4  | 1   |

|                                               |                        |       |               |                                                                                                |
| 25 juni 2019 «onderlinge duels» 19:00 (UTC+2) | Kameroen               | 2 – 0 | Guinee-Bissau | Stadion van Ismaïlia, Ismaïlia Toeschouwers: 5.983 Scheidsrechter: Noureddine El Jaafari (MAR) |
| 25 juni 2019 «onderlinge duels» 19:00 (UTC+2) | Banana 66' Bahoken 69' |       |               | Stadion van Ismaïlia, Ismaïlia Toeschouwers: 5.983 Scheidsrechter: Noureddine El Jaafari (MAR) |

|                                               |                                 |       |              |                                                                                          |
| 25 juni 2019 «onderlinge duels» 22:00 (UTC+2) | Ghana                           | 2 – 2 | Benin        | Stadion van Ismaïlia, Ismaïlia Toeschouwers: 8.094 Scheidsrechter: Youssef Essayri (TUN) |
| 25 juni 2019 «onderlinge duels» 22:00 (UTC+2) | A. Ayew 9' J. Ayew 42' Boye 54' |       | 2', 63' Poté | Stadion van Ismaïlia, Ismaïlia Toeschouwers: 8.094 Scheidsrechter: Youssef Essayri (TUN) |

|                                               |          |       |       |                                                                                                 |
| 29 juni 2019 «onderlinge duels» 19:00 (UTC+2) | Kameroen | 0 – 0 | Ghana | Stadion van Ismaïlia, Ismaïlia Toeschouwers: 16.724 Scheidsrechter: Bamlak Tessema Weyesa (ETH) |
| 29 juni 2019 «onderlinge duels» 19:00 (UTC+2) |          |       |       | Stadion van Ismaïlia, Ismaïlia Toeschouwers: 16.724 Scheidsrechter: Bamlak Tessema Weyesa (ETH) |

|                                               |       |       |               | |
| 29 juni 2019 «onderlinge duels» 22:00 (UTC+2) | Benin | 0 – 0 | Guinee-Bissau | Stadion van Ismaïlia, Ismaïlia Toeschouwers: 9.212 Scheidsrechter: Pacifique Ndabihawenimana (BDI) |
| 29 juni 2019 «onderlinge duels» 22:00 (UTC+2) |       |       |               | Stadion van Ismaïlia, Ismaïlia Toeschouwers: 9.212 Scheidsrechter: Pacifique Ndabihawenimana (BDI) |

|                                              |       |       |          |                                                                                       |
| 2 juli 2019 «onderlinge duels» 18:00 (UTC+2) | Benin | 0 – 0 | Kameroen | Stadion van Ismaïlia, Ismaïlia Toeschouwers: 14.120 Scheidsrechter: Sadok Selmi (TUN) |
| 2 juli 2019 «onderlinge duels» 18:00 (UTC+2) |       |       |          | Stadion van Ismaïlia, Ismaïlia Toeschouwers: 14.120 Scheidsrechter: Sadok Selmi (TUN) |

|                                              |               |                        |       |                                                                                |
| 2 juli 2019 «onderlinge duels» 18:00 (UTC+2) | Guinee-Bissau | 0 – 2                  | Ghana | Suezstadion, Suez Toeschouwers: 6.905 Scheidsrechter: Eric Otogo-Castane (GAB) |
| 2 juli 2019 «onderlinge duels» 18:00 (UTC+2) |               | 46' J. Ayew 72' Partey |       | Suezstadion, Suez Toeschouwers: 6.905 Scheidsrechter: Eric Otogo-Castane (GAB) |

### Stand derde geplaatste teams
De vier beste derde geplaatste teams gaan door naar de volgende ronde.
| Nr. | Grp | Land           | GW | Win | Gel | Ver | DV | DT | +/− | Pnt |
| --- | --- | -------------- | -- | --- | --- | --- | -- | -- | --- | --- |
| 1.  | B   | Guinee         | 3  | 1   | 1   | 1   | 4  | 3  | +1  | 4   |
| 2.  | A   | Congo-Kinshasa | 3  | 1   | 0   | 2   | 4  | 4  | 0   | 3   |
| 3.  | F   | Benin          | 3  | 0   | 3   | 0   | 2  | 2  | 0   | 3   |
| 4.  | D   | Zuid-Afrika    | 3  | 1   | 0   | 2   | 1  | 2  | −1  | 3   |
| 5.  | C   | Kenia          | 3  | 1   | 0   | 2   | 3  | 7  | −4  | 3   |
| 6.  | E   | Angola         | 3  | 0   | 2   | 1   | 1  | 2  | −1  | 2   |

## Knock-outfase
|  | 1/8e finale         | 1/8e finale     |                 |       | kwartfinale  | kwartfinale  |                 |                 | halve finale | halve finale |  |  | finale | finale |
|  |                     |                 |                 |       |              |              |                 |                 |              |              |  |  |        |        |
|  | 5 juli – Caïro      |                 |                 |       |              |              |                 |                 |              |              |  |  |        |        |
|  |                     |                 |                 |       |              |              |                 |                 |              |              |  |  |        |        |
|  | Oeganda             | 0               |                 |       |              |              |                 |                 |              |              |  |  |        |        |
|  | Oeganda             | 0               | 10 juli – Caïro |       |              |              |                 |                 |              |              |  |  |        |        |
|  | Senegal             | 1               |                 |       |              |              |                 |                 |              |              |  |  |        |        |
|  | Senegal             | 1               | Senegal         | 1     |              |              |                 |                 |              |              |  |  |        |        |
|  | 5 juli – Caïro      |                 | Senegal         | 1     |              |              |                 |                 |              |              |  |  |        |        |
|  |                     | Benin           | 0               |       |              |              |                 |                 |              |              |  |  |        |        |
|  | Marokko             | Benin           | 0               | 1 (1) |              |              |                 |                 |              |              |  |  |        |        |
|  | Marokko             |                 | 14 juli – Caïro | 1 (1) |              |              |                 |                 |              |              |  |  |        |        |
|  | Benin               | 1 (4)           |                 |       |              |              |                 |                 |              |              |  |  |        |        |
|  | Benin               | 1 (4)           | Senegal         | 1     |              |              |                 |                 |              |              |  |  |        |        |
|  | 7 juli – Alexandrië |                 | Senegal         | 1     |              |              |                 |                 |              |              |  |  |        |        |
|  |                     | Tunesië         | 0               |       |              |              |                 |                 |              |              |  |  |        |        |
|  | Madagaskar          | Tunesië         | 0               | 2 (4) |              |              |                 |                 |              |              |  |  |        |        |
|  | Madagaskar          | 11 juli – Caïro |                 | 2 (4) |              |              |                 |                 |              |              |  |  |        |        |
|  | Congo-Kinshasa      | 2 (2)           |                 |       |              |              |                 |                 |              |              |  |  |        |        |
|  | Congo-Kinshasa      | 2 (2)           | Madagaskar      | 0     |              |              |                 |                 |              |              |  |  |        |        |
|  | 8 juli – Ismailia   |                 | Madagaskar      | 0     |              |              |                 |                 |              |              |  |  |        |        |
|  |                     | Tunesië         | 3               |       |              |              |                 |                 |              |              |  |  |        |        |
|  | Ghana               | Tunesië         | 3               | 1 (4) |              |              |                 |                 |              |              |  |  |        |        |
|  | Ghana               |                 | 19 juli – Caïro | 1 (4) |              |              |                 |                 |              |              |  |  |        |        |
|  | Tunesië             | 1 (5)           |                 |       |              |              |                 |                 |              |              |  |  |        |        |
|  | Tunesië             | 1 (5)           | Senegal         | 0     |              |              |                 |                 |              |              |  |  |        |        |
|  | 8 juli – Suez       |                 | Senegal         | 0     |              |              |                 |                 |              |              |  |  |        |        |
|  |                     | Algerije        | 1               |       |              |              |                 |                 |              |              |  |  |        |        |
|  | Mali                | Algerije        | 1               | 0     |              |              |                 |                 |              |              |  |  |        |        |
|  | Mali                | 11 juli – Suez  |                 | 0     |              |              |                 |                 |              |              |  |  |        |        |
|  | Ivoorkust           | 1               |                 |       |              |              |                 |                 |              |              |  |  |        |        |
|  | Ivoorkust           | 1               | Ivoorkust       | 1 (3) |              |              |                 |                 |              |              |  |  |        |        |
|  | 7 juli – Caïro      |                 | Ivoorkust       | 1 (3) |              |              |                 |                 |              |              |  |  |        |        |
|  |                     | Algerije        | 1 (4)           |       |              |              |                 |                 |              |              |  |  |        |        |
|  | Algerije            | Algerije        | 1 (4)           | 3     |              |              |                 |                 |              |              |  |  |        |        |
|  | Algerije            |                 | 14 juli – Caïro | 3     |              |              |                 |                 |              |              |  |  |        |        |
|  | Guinee              | 0               |                 |       |              |              |                 |                 |              |              |  |  |        |        |
|  | Guinee              | 0               | Algerije        | 2     |              |              |                 |                 |              |              |  |  |        |        |
|  | 6 juli – Alexandrië |                 | Algerije        | 2     |              |              |                 |                 |              |              |  |  |        |        |
|  |                     | Nigeria         | 1               |       | Derde plaats | Derde plaats |                 |                 |              |              |  |  |        |        |
|  | Nigeria             | Nigeria         | 1               | 3     | Derde plaats | Derde plaats |                 |                 |              |              |  |  |        |        |
|  | Nigeria             | 10 juli – Caïro | 10 juli – Caïro | 3     |              |              | 17 juli – Caïro | 17 juli – Caïro |              |              |  |  |        |        |
|  | Kameroen            | 10 juli – Caïro | 10 juli – Caïro | 2     |              |              | 17 juli – Caïro | 17 juli – Caïro |              |              |  |  |        |        |
|  | Kameroen            | Nigeria         | 2               | 2     | Tunesië      | 0            |                 |                 |              |              |  |  |        |        |
|  | 6 juli – Caïro      | Nigeria         | 2               |       | Tunesië      | 0            |                 |                 |              |              |  |  |        |        |
|  |                     | Zuid-Afrika     | 1               |       | Nigeria      | 1            |                 |                 |              |              |  |  |        |        |
|  | Egypte              | Zuid-Afrika     | 1               | 0     | Nigeria      | 1            |                 |                 |              |              |  |  |        |        |
|  | Egypte              |                 |                 | 0     |              |              |                 |                 |              |              |  |  |        |        |
|  | Zuid-Afrika         | 1               |                 |       |              |              |                 |                 |              |              |  |  |        |        |
|  | Zuid-Afrika         | 1               |                 |       |              |              |                 |                 |              |              |  |  |        |        |

### Achtste finales
|                                              |                          |              |                             |                                                                                             |
| 5 juli 2019 «onderlinge duels» 18:00 (UTC+2) | Marokko                  | 1 – 1 (n.v.) | Benin                       | Al-Salamstadion, Caïro Toeschouwers: 7.500 Scheidsrechter: Helder Martins de Carvalho (ANG) |
| 5 juli 2019 «onderlinge duels» 18:00 (UTC+2) | En-Nesyri 75'            |              | 53' Adilehou 97' Adénon     | Al-Salamstadion, Caïro Toeschouwers: 7.500 Scheidsrechter: Helder Martins de Carvalho (ANG) |
| 5 juli 2019 «onderlinge duels» 18:00 (UTC+2) | Strafschoppen            |              |                             | Al-Salamstadion, Caïro Toeschouwers: 7.500 Scheidsrechter: Helder Martins de Carvalho (ANG) |
| 5 juli 2019 «onderlinge duels» 18:00 (UTC+2) | Idrissi Boufal En-Nesyri | 1 – 4        | Verdon Djigla Anaane Séïbou | Al-Salamstadion, Caïro Toeschouwers: 7.500 Scheidsrechter: Helder Martins de Carvalho (ANG) |

|                                              |         |          |         |                                                                                |
| 5 juli 2019 «onderlinge duels» 21:00 (UTC+2) | Oeganda | 0 – 1    | Senegal | Cairostadion, Caïro Toeschouwers: 6.950 Scheidsrechter: Mustapha Ghorbal (ALG) |
| 5 juli 2019 «onderlinge duels» 21:00 (UTC+2) |         | 15' Mané |         | Cairostadion, Caïro Toeschouwers: 6.950 Scheidsrechter: Mustapha Ghorbal (ALG) |

|                                              |                           |       |                       |                                                                                       |
| 6 juli 2019 «onderlinge duels» 18:00 (UTC+2) | Nigeria                   | 3 – 2 | Kameroen              | Alexandriëstadion, Alexandrië Toeschouwers: 10.000 Scheidsrechter: Joshua Bondo (BWA) |
| 6 juli 2019 «onderlinge duels» 18:00 (UTC+2) | Ighalo 19', 63' Iwobi 66' |       | 41' Bahoken 44' N'Jie | Alexandriëstadion, Alexandrië Toeschouwers: 10.000 Scheidsrechter: Joshua Bondo (BWA) |

|                                              |        |           |             |                                                                                   |
| 6 juli 2019 «onderlinge duels» 21:00 (UTC+2) | Egypte | 0 – 1     | Zuid-Afrika | Cairostadion, Caïro Toeschouwers: 75.000 Scheidsrechter: Eric Otogo-Castane (GAB) |
| 6 juli 2019 «onderlinge duels» 21:00 (UTC+2) |        | 85' Lonch |             | Cairostadion, Caïro Toeschouwers: 75.000 Scheidsrechter: Eric Otogo-Castane (GAB) |

|                                              |                                 |              |                                 |                                                                                               |
| 7 juli 2019 «onderlinge duels» 18:00 (UTC+2) | Madagaskar                      | 2 – 2 (n.v.) | Congo-Kinshasa                  | Alexandriëstadion, Alexandrië Toeschouwers: 5.890 Scheidsrechter: Noureddine El Jafaari (MAR) |
| 7 juli 2019 «onderlinge duels» 18:00 (UTC+2) | Amada 9' Andriatsima 77'        |              | 21' Bakambu 90' Mbemba          | Alexandriëstadion, Alexandrië Toeschouwers: 5.890 Scheidsrechter: Noureddine El Jafaari (MAR) |
| 7 juli 2019 «onderlinge duels» 18:00 (UTC+2) | Strafschoppen                   |              |                                 | Alexandriëstadion, Alexandrië Toeschouwers: 5.890 Scheidsrechter: Noureddine El Jafaari (MAR) |
| 7 juli 2019 «onderlinge duels» 18:00 (UTC+2) | Amada Métanire Fontaine Mombris | 4 – 2        | Tisserand Bakambu Mpoku Bolasie | Alexandriëstadion, Alexandrië Toeschouwers: 5.890 Scheidsrechter: Noureddine El Jafaari (MAR) |

|                                              |                                  |       |        |                                                                                  |
| 7 juli 2019 «onderlinge duels» 21:00 (UTC+2) | Algerije                         | 3 – 0 | Guinee | 30 Juni Stadion, Caïro Toeschouwers: 8.205 Scheidsrechter: Bernard Camille (SEY) |
| 7 juli 2019 «onderlinge duels» 21:00 (UTC+2) | Belaïli 24' Mahrez 57' Ounas 82' |       |        | 30 Juni Stadion, Caïro Toeschouwers: 8.205 Scheidsrechter: Bernard Camille (SEY) |

|                                              |      |          |           |                                                                           |
| 8 juli 2019 «onderlinge duels» 18:00 (UTC+2) | Mali | 0 – 1    | Ivoorkust | Suezstadion, Suez Toeschouwers: 7.672 Scheidsrechter: Janny Sikazwe (ZIM) |
| 8 juli 2019 «onderlinge duels» 18:00 (UTC+2) |      | 76' Zaha |           | Suezstadion, Suez Toeschouwers: 7.672 Scheidsrechter: Janny Sikazwe (ZIM) |

|                                              |                                     |              |                                 |                                                                                       |
| 8 juli 2019 «onderlinge duels» 21:00 (UTC+2) | Ghana                               | 1 – 1 (n.v.) | Tunesië                         | Stadion van Ismaïlia, Ismaïlia Toeschouwers: 8.890 Scheidsrechter: Victor Gomes (ZAF) |
| 8 juli 2019 «onderlinge duels» 21:00 (UTC+2) | Bedoui 90 +1' (e.d.)                |              | 73' Khenissi                    | Stadion van Ismaïlia, Ismaïlia Toeschouwers: 8.890 Scheidsrechter: Victor Gomes (ZAF) |
| 8 juli 2019 «onderlinge duels» 21:00 (UTC+2) | Strafschoppen                       |              |                                 | Stadion van Ismaïlia, Ismaïlia Toeschouwers: 8.890 Scheidsrechter: Victor Gomes (ZAF) |
| 8 juli 2019 «onderlinge duels» 21:00 (UTC+2) | Wakaso Ayew Ekuban Agbenyenu Partey | 4 – 5        | Sliti Khazri Bronn Meriah Sassi | Stadion van Ismaïlia, Ismaïlia Toeschouwers: 8.890 Scheidsrechter: Victor Gomes (ZAF) |

### Kwartfinales
|                                               |           |       |            |                                                                                   |
| 10 juli 2019 «onderlinge duels» 18:00 (UTC+2) | Senegal   | 1 – 0 | Benin      | 30 Juni Stadion, Caïro Toeschouwers: 5.798 Scheidsrechter: Mustapha Ghorbal (ALG) |
| 10 juli 2019 «onderlinge duels» 18:00 (UTC+2) | Gueye 69' |       | 82' Verdon | 30 Juni Stadion, Caïro Toeschouwers: 5.798 Scheidsrechter: Mustapha Ghorbal (ALG) |

|                                               |                                |       |             |                                                                               |
| 10 juli 2019 «onderlinge duels» 21:00 (UTC+2) | Nigeria                        | 2 – 1 | Zuid-Afrika | Cairostadion, Caïro Toeschouwers: 48.343 Scheidsrechter: Rédouane Jiyed (MAR) |
| 10 juli 2019 «onderlinge duels» 21:00 (UTC+2) | Chukwueze 27' Troost-Ekong 89' |       | 71' Zungu   | Cairostadion, Caïro Toeschouwers: 48.343 Scheidsrechter: Rédouane Jiyed (MAR) |

|                                               |                               |              |                                         |                                                                                   |
| 11 juli 2019 «onderlinge duels» 18:00 (UTC+2) | Ivoorkust                     | 1 – 1 (n.v.) | Algerije                                | Suezstadion, Suez Toeschouwers: 8.233 Scheidsrechter: Bamlak Tessema Weyesa (ETH) |
| 11 juli 2019 «onderlinge duels» 18:00 (UTC+2) | Kodjia 62'                    |              | 20' Feghouli                            | Suezstadion, Suez Toeschouwers: 8.233 Scheidsrechter: Bamlak Tessema Weyesa (ETH) |
| 11 juli 2019 «onderlinge duels» 18:00 (UTC+2) | Strafschoppen                 |              |                                         | Suezstadion, Suez Toeschouwers: 8.233 Scheidsrechter: Bamlak Tessema Weyesa (ETH) |
| 11 juli 2019 «onderlinge duels» 18:00 (UTC+2) | Kessié Cornet Bony Gradel Dié | 3 – 4        | Bensebaini Slimani Delort Ounas Belaïli | Suezstadion, Suez Toeschouwers: 8.233 Scheidsrechter: Bamlak Tessema Weyesa (ETH) |

|                                               |            |                                   |         |                                                                              |
| 11 juli 2019 «onderlinge duels» 21:00 (UTC+2) | Madagaskar | 0 – 3                             | Tunesië | Al-Salamstadion, Caïro Toeschouwers: 7.568 Scheidsrechter: Sidi Alioum (KAM) |
| 11 juli 2019 «onderlinge duels» 21:00 (UTC+2) |            | 52' Sassi 60' Msakni 90 +3' Sliti |         | Al-Salamstadion, Caïro Toeschouwers: 7.568 Scheidsrechter: Sidi Alioum (KAM) |

### Halve finales
|                                               |                   |              |         |                                                                                        |
| 14 juli 2019 «onderlinge duels» 18:00 (UTC+2) | Senegal           | 1 – 0 (n.v.) | Tunesië | 30 Juni Stadion, Caïro Toeschouwers: 9.143 Scheidsrechter: Bamlak Tessema Weyesa (ETH) |
| 14 juli 2019 «onderlinge duels» 18:00 (UTC+2) | Bronn 100' (e.d.) |              |         | 30 Juni Stadion, Caïro Toeschouwers: 9.143 Scheidsrechter: Bamlak Tessema Weyesa (ETH) |

|                                               |                                      |       |                   |                                                                               |
| 14 juli 2019 «onderlinge duels» 21:00 (UTC+2) | Algerije                             | 2 – 1 | Nigeria           | Cairostadion, Caïro Toeschouwers: 49.775 Scheidsrechter: Bakary Gassama (GAM) |
| 14 juli 2019 «onderlinge duels» 21:00 (UTC+2) | Troost-Ekong 40' (e.d.) Mahrez 90+5' |       | 72' (pen.) Ighalo | Cairostadion, Caïro Toeschouwers: 49.775 Scheidsrechter: Bakary Gassama (GAM) |

### Troostfinale
|                                               |         |           |         |                                                                                |
| 17 juli 2019 «onderlinge duels» 21:00 (UTC+2) | Tunesië | 0 – 1     | Nigeria | Al-Salamstadion, Caïro Toeschouwers: 6.340 Scheidsrechter: Gehad Gerisha (EGY) |
| 17 juli 2019 «onderlinge duels» 21:00 (UTC+2) |         | 3' Ighalo |         | Al-Salamstadion, Caïro Toeschouwers: 6.340 Scheidsrechter: Gehad Gerisha (EGY) |

### Finale
|                                               |         |              |          |                                                                             |
| 19 juli 2019 «onderlinge duels» 21:00 (UTC+2) | Senegal | 0 – 1        | Algerije | Cairostadion, Caïro Toeschouwers: 75.000 Scheidsrechter: Víctor Gomes (ZAF) |
| 19 juli 2019 «onderlinge duels» 21:00 (UTC+2) |         | 2' Bounedjah |          | Cairostadion, Caïro Toeschouwers: 75.000 Scheidsrechter: Víctor Gomes (ZAF) |

## Doelpuntenmakers
5 doelpunten
- Odion Ighalo

3 doelpunten
- Riyad Mahrez
- Adam Ounas
- Cédric Bakambu
- Sadio Mané

2 doelpunten
- Youcef Belaïli
- Baghdad Bounedjah
- Mickaël Poté
- Ahmed El Mohamady
- Mohamed Salah
- Jordan Ayew
- Mohamed Yattara
- Jonathan Kodjia
- Wilfried Zaha
- Stéphane Bahoken
- Michael Olunga
- Carolus Andriamatsinoro
- Youssef En-Nesyri
- Emmanuel Okwi
- Youssef Msakni
- Bongani Zungu

1 doelpunt
- Sofiane Feghouli
- Islam Slimani
- Djalma
- Moise Adilehou
- Britt Assombalonga
- Jonathan Bolingi
- Chancel Mbemba
- Trézéguet
- André Ayew
- Thomas Partey
- Sory Kaba
- François Kamano
- Maxwel Cornet
- Serey Dié
- Max Gradel
- Clinton N'Jie
- Banana Yaya
- Johanna Omolo
- Anicet Abel
- Ibrahim Amada
- Faneva Imà Andriatsima
- Marco Ilaimaharitra
- Lalaïna Nomenjanahary
- Abdoulay Diaby
- Amadou Haidara
- Moussa Marega
- Diadie Samassékou
- Adama Traoré I
- Adama Traoré II
- Mbark Boussoufa
- Moctar Sidi El Hacen
- Joslin Kamatuka
- Samuel Chukwueze
- Alex Iwobi
- Kenneth Omeruo
- William Troost-Ekong
- Patrick Kaddu
- Keita Baldé
- Krépin Diatta
- Idrissa Gueye
- Ismaïla Sarr
- Simon Msuva
- Mbwana Samatta
- Wahbi Khazri
- Taha Yassine Khenissi
- Ferjani Sassi
- Naïm Sliti
- Khama Billiat
- Thembinkosi Lorch

1 eigen doelpunt
- Itamunua Keimuine (tegen Marokko)
- William Troost-Ekong (tegen Algerije)
- Rami Bedoui (tegen Ghana)
- Dylan Bronn (tegen Senegal)